# 后真相
后真相是一个哲学和政治概念，指“共同的客观真理标准的消失”和“事實及另類事實、知识、意见、信念和真理之间的迂回滑移”。后真相话语通常反对科学方法和调查。在2016年美國總統選舉和英国脱欧公投前后，这个词以後真相政治的形式获得了广泛的普及。它被《牛津词典》评为2016年年度词汇，牛津词典对其定義為“有关客观事实在塑造公众舆论方面的影响力低于訴諸情感和个人信仰的内容，或表示这种情况时的用词”。
虽然“后真相”一词相对较新，但这一概念可以追溯到过去关于相對主義、後現代性和政治中关于虚伪的道德、认识的辩论，比如其中的不真实、谎言、欺骗与故意造假。

## 背景

### 弗里德里希·尼采
弗里德里希·尼采经常被作为后真相概念的先驱者之一而被引用。尼采认为，人类创造了一些概念，通过这些概念来定义善和正义，从而用价值的概念取代了真理的概念，并将现实建立在人类的意志和权力意志上。

在尼采1873年的文章《真理和谎言之非道德论》中，尼采认为，人类通过使用隐喻、神话和诗歌来创造世界的真理。在书中他写道：
当一个人把某些东西藏在一片树丛后面，然后又到同一个地方去找并在那里发现了它时，这种寻找和发现是不值得太多赞扬的。但是，理性领域中的所谓寻找和发现“真理”却正是如此。如果我作出一个哺乳动物的定义，然后通过检查一只骆驼宣布说：“看，这是一只哺乳动物，”那么我确实因此说出了一个真理，但只是一个有限价值的真理，也就是说，一个完全拟人化的真理，不包含一丁点“本真”或任何不以人为转移的真正的普遍有效的东西。他力图把世界理解为与人类似的某些东西，而这种奋斗带给他的最终也是一种同化感。

### 马克斯·韦伯
马克斯·韦伯在他的《學術作為一種志業》一文中对事实和价值进行了区分。他认为，事实可以通过无价值的、客观的社会科学的方法来确定，而价值则是通过文化和宗教得出的，其真相无法通过科学得知。他具体写道，“我们只能要求教授们具有智识上的诚直去看清楚：事实的确定、数学或逻辑上的关系的确定，或文化理想之内在结构的确定是一回事；回答有关文化的价值及其具体内容，以及人在文化共同体与政治团体中应如何行动的问题，是另一回事。这两种问题，是完全不同性质的问题”。在他1919年的《政治作為一種志業》一文中，他认为事实和行动一样，本身并不包含任何内在的意义或力量：“世界上的任何一套伦理都可以建立适用于所有关系的，实质上相同的行为规范”。

#### 批评
哲学家列奥·施特劳斯批评韦伯试图将理性与意见完全分离。施特劳斯理解从“是”中推导出“应该”的哲学难题，但他仍认为韦伯在他对这一难题的框架中所做的，实际上是完全否认位于人类理性的范围之内“应该”的存在。施特劳斯担心，如果韦伯是对的，我们就会留下一个世界，其中可知的真理是一个不能根据伦理标准来评价的真理。伦理与政治之间的这种冲突将意味着对善的任何评价都没有依据，而没有对价值的参照，事实就失去了意义。

## 当代的分析
史学家提摩希·史奈德在2021年美国国会大厦遭冲击事件后评论称：
后真相就是前法西斯主义……当我们放弃真理时，我们就把权力让给了那些拥有财富和魅力，创造奇观来取代真理的人。如果没有对一些基本事实的共识，公民就无法形成公民社会，使他们能够保护自己。如果我们失去了产生与我们相关的事实的机构，那么我们往往会沉湎于有吸引力的抽象和虚构中……后真相时代磨灭了法治，引来了一个神话政权。

## 扩展阅读
- Kakutani, Michiko.  "The Death of Truth" Penguin Random House (August 2019)  （页面存档备份，存于）
- McIntyre, Lee.  "Post Truth" MIT Press (February 2018) （页面存档备份，存于）